# Kasteel Den Dael
Den Dael is een kasteel gelegen in de tot de Vlaams-Brabantse gemeente Pepingen behorende plaats Bellingen.

## Geschiedenis
Het kasteel was eerst eigendom van de familie van Hoobrouck tot aan de Eerste Wereldoorlog, daarna was hij overgegaan naar een houthandelaar, en vervolgens naar Rolin, een paardenfokker.
Het kasteel kwam in handen van baron Guy van Eyll en zijn vrouw, geboren in Marie-Louise de Viron. In 1970 verkochten zij het aan de familie Piaget.
In de 18e eeuw werd het kasteel vermeld op de kaart van Ferraris als "château de Dale".

## Het Kasteel
Het kasteel heeft een U-vormig plan dat een binnenplaats omringt en is geopend naar het zuiden met een recreatiepark, een typische “tussen hof en tuin” opstelling voor landhuizen uit die tijd.

## Interne links
- Lijst van kastelen in België
- Lijst van onroerend erfgoed in Pepingen